# Tân Bình (quận)
Tân Bình là một quận nội thành cũ thuộc Thành phố Hồ Chí Minh, Việt Nam.
Quận Tân Bình nổi tiếng vì có sân bay quốc tế Tân Sơn Nhất là sân bay lớn nhất Việt Nam, ngoài ra còn có Chùa Phổ Quang, Chùa Viên Giác, Công viên Hoàng Văn Thụ.

## Địa lý

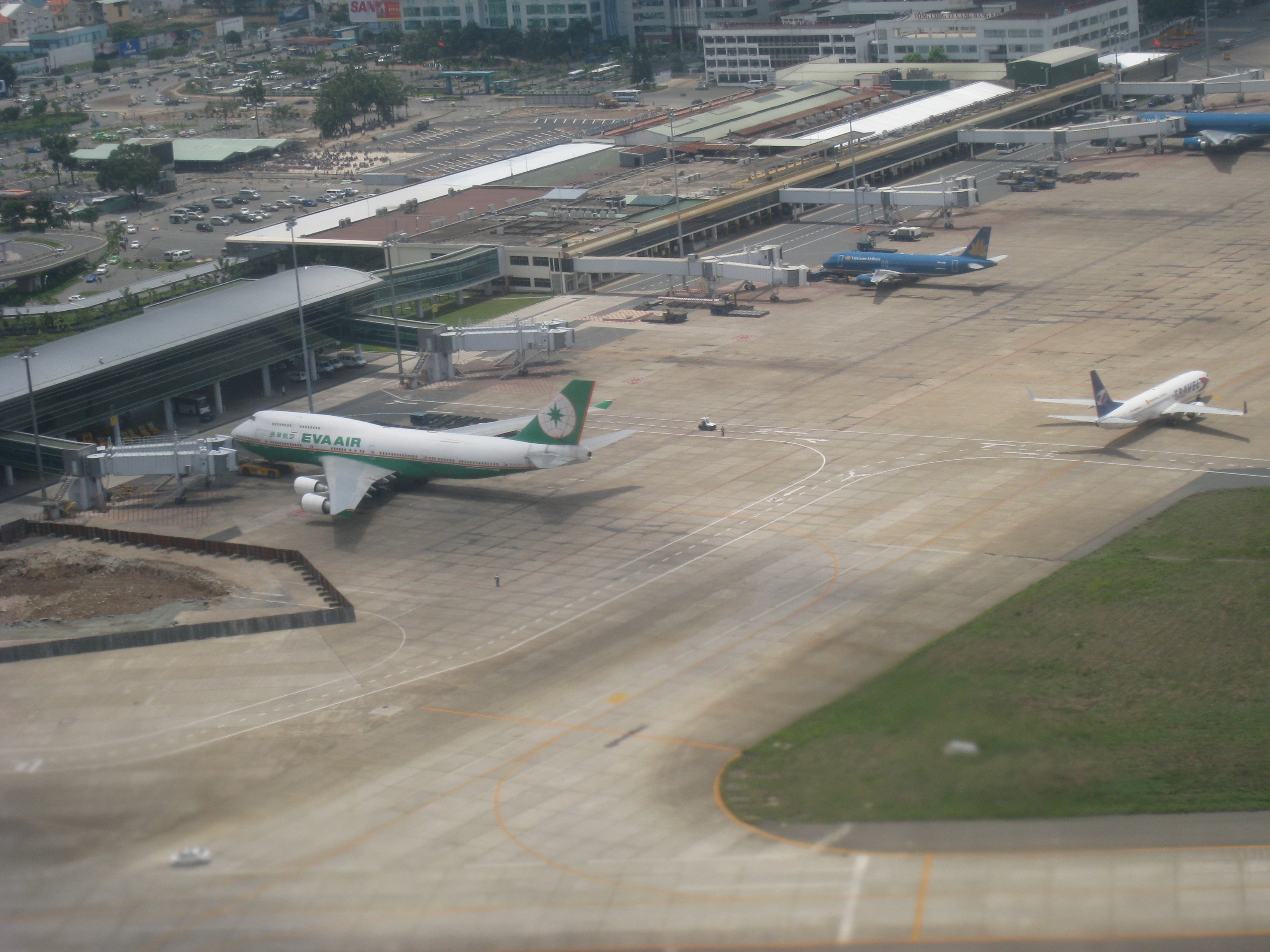
Sân bay quốc tế Tân Sơn Nhất

Quận Tân Bình thuộc nội thành của Thành phố Hồ Chí Minh, có vị trí địa lý:
- Phía đông giáp quận Phú Nhuận và Quận 3
- Phía tây giáp quận Tân Phú với ranh giới là các tuyến đường Trường Chinh và Âu Cơ
- Phía nam giáp Quận 10 (với ranh giới là đường Bắc Hải) và Quận 11 (với ranh giới là các tuyến đường Thiên Phước, Nguyễn Thị Nhỏ và Âu Cơ)
- Phía bắc giáp Quận 12 (với ranh giới là kênh Tham Lương) và quận Gò Vấp.

Quận có diện tích 22,43 km², dân số năm 2019 là 474.792 người, mật độ dân số đạt 21.168 người/km².

## Hành chính
Quận Tân Bình được chia thành 15 phường: 1, 2, 3, 4, 5, 6, 7, 8, 9, 10, 11, 12, 13, 14 và 15. Phường 14 là nơi đặt trụ sở Ủy ban nhân dân và các cơ quan hành chính của quận.

## Lịch sử

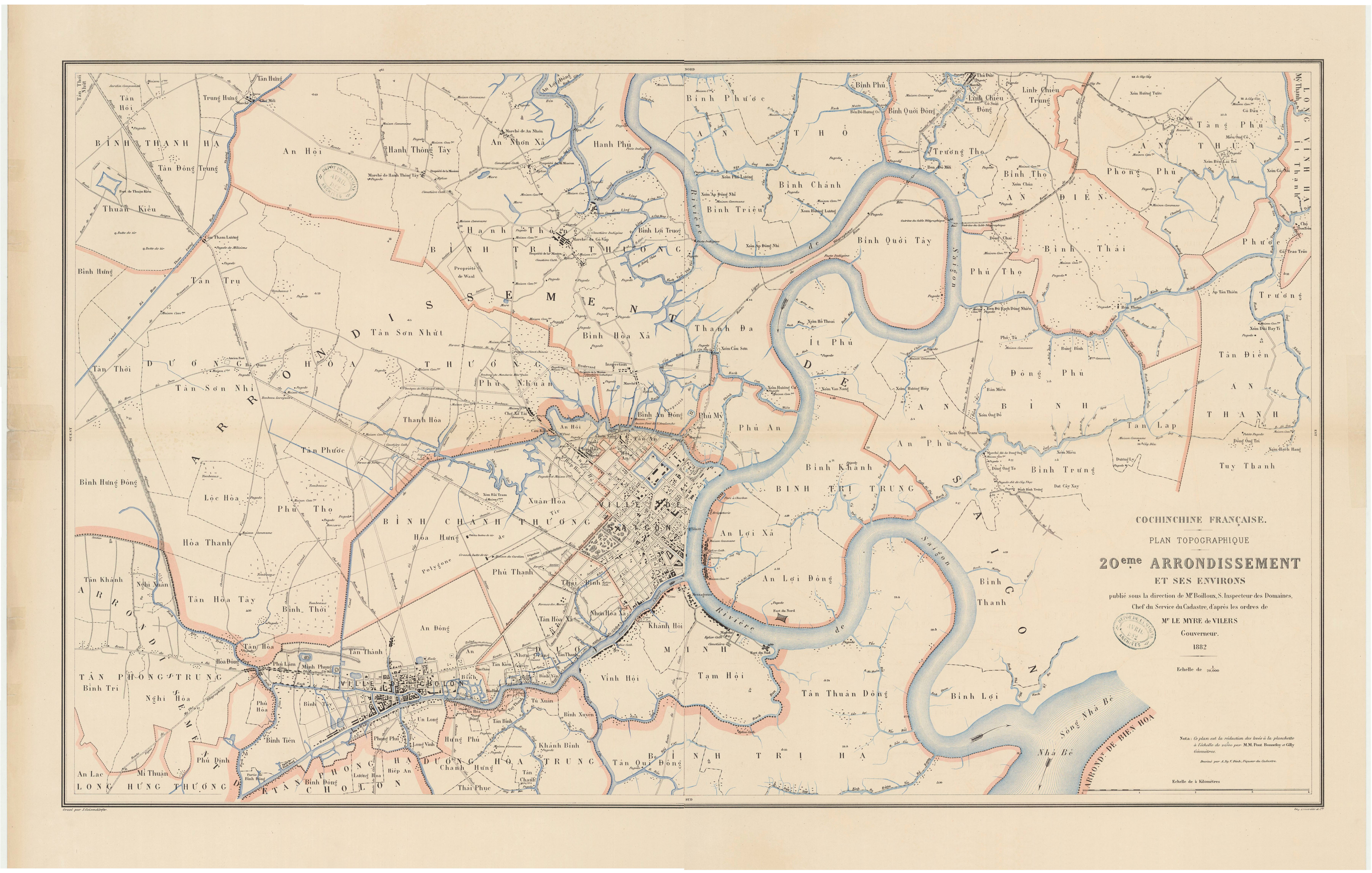
Bản đồ Hạt 20, một đơn vị hành chính do Thống đốc Nam Kỳ quyết định thành lập vào năm 1880. Địa bàn quận Tân Bình lúc bấy giờ thuộc các làng: Phú Thọ, Tân Phước, Tân Sơn Nhứt, Tân Sơn Nhì, Tân Trụ và Thạnh Hòa của tổng Dương Hòa Thượng.

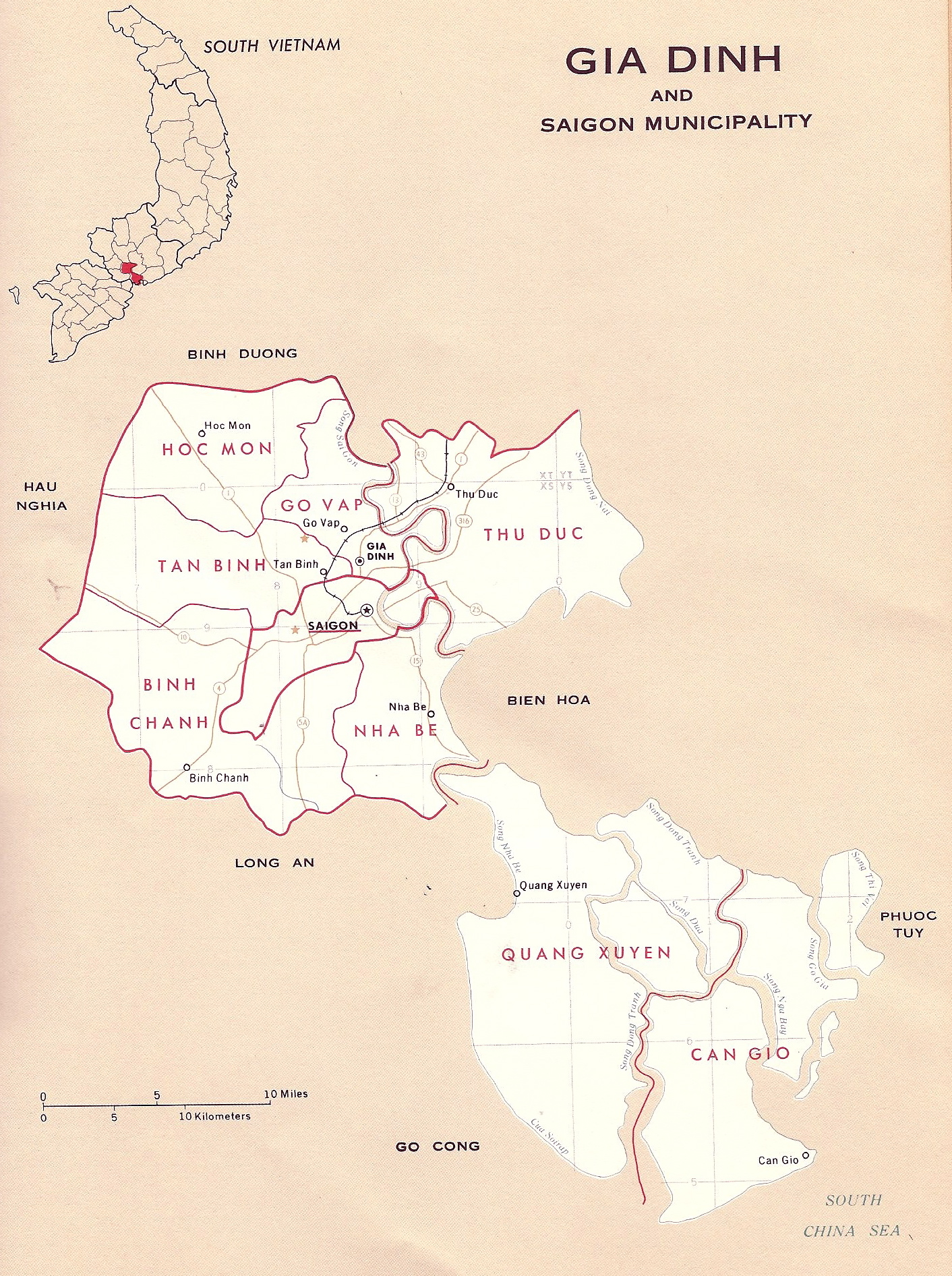
Bản đồ tỉnh Gia Định thời Việt Nam Cộng hòa

Quận Tân Bình được chính quyền Việt Nam Cộng hòa thành lập vào năm 1957, là một quận thuộc tỉnh Gia Định lúc bấy giờ. Tuy nhiên, địa danh Tân Bình đã xuất hiện tại Nam Bộ cách đây hơn 300 năm, dưới thời chúa Nguyễn.

### Thời Việt Nam Cộng hòa
Ngày 29 tháng 4 năm 1957, chính phủ Việt Nam Cộng hòa ban hành Nghị định 138-BNV/HC/NĐ ấn định địa giới tỉnh Gia Định gồm 6 quận (10 tổng, 61 xã), trong đó tăng thêm 2 quận là Bình Chánh và Tân Bình. Quận Tân Bình được thành lập trên cơ sở cắt tổng Dương Hòa Thượng (gồm bảy xã: Bình Hưng Hòa, Phú Nhuận, Phú Thọ Hòa, Tân Hòa, Tân Sơn Hòa, Tân Sơn Nhì và Vĩnh Lộc) ra khỏi quận Gò Vấp. Quận lỵ đặt tại xã Phú Nhuận.
Ngày 29 tháng 2 năm 1960, sáp nhập xã Tân Hòa thuộc tổng Dương Hòa Thượng, quận Tân Bình, vào xã Vĩnh Lộc cùng tổng.
Đến cuối năm 1962, quận Tân Bình chỉ có một tổng duy nhất là Dương Hòa Thượng. Từ năm 1962 chính quyền bỏ dần, đến năm 1965 bỏ hẳn cấp hành chính tổng, các xã trực tiếp thuộc quận.
Ngày 11 tháng 12 năm 1965, lập xã Tân Phú thuộc quận Tân Bình, từ phần đất cắt ra của hai xã: Tân Sơn Nhì và Phú Thọ Hòa cùng quận. Cho đến ngày 29 tháng 4 năm 1975, quận Tân Bình có 07 xã trực thuộc: Bình Hưng Hòa, Phú Nhuận, Phú Thọ Hòa, Tân Phú, Tân Sơn Hòa, Tân Sơn Nhì và Vĩnh Lộc.

### Sau năm 1975
Sau khi Chính phủ Cách mạng lâm thời Cộng hòa Miền Nam Việt Nam tiếp quản Đô thành Sài Gòn và các vùng lân cận vào ngày 30 tháng 4 năm 1975, ngày 3 tháng 5 năm 1975 thành phố Sài Gòn - Gia Định được thành lập. Theo nghị quyết ngày 9 tháng 5 năm 1975 của Ban Chấp hành Đảng bộ Đảng Lao động Việt Nam thành phố Sài Gòn - Gia Định, quận Tân Bình cũ bị giải thể. Các xã Vĩnh Lộc và Bình Hưng Hòa được giao cho huyện Bình Chánh quản lý (nay là các xã Vĩnh Lộc A, Vĩnh Lộc B, một phần xã Phạm Văn Hai của huyện Bình Chánh và các phường Bình Hưng Hòa, Bình Hưng Hòa A, Bình Hưng Hòa B của quận Bình Tân). Địa bàn 05 xã còn lại được chia thành 03 quận mới trực thuộc thành phố Sài Gòn - Gia Định trên cơ sở nâng cấp các xã cũ: quận Phú Nhuận (xã Phú Nhuận cũ), quận Tân Sơn Hòa (xã Tân Sơn Hòa cũ), quận Tân Sơn Nhì (bao gồm 3 xã: Tân Sơn Nhì, Tân Phú và Phú Thọ Hòa cũ).
Ngày 20 tháng 5 năm 1976, tổ chức hành chánh thành phố Sài Gòn - Gia Định được sắp xếp lần hai (theo quyết định số 301/UB ngày 20 tháng 5 năm 1976 của Ủy ban Nhân dân Cách mạng thành phố Sài Gòn - Gia Định). Theo đó, vẫn giữ nguyên quận Phú Nhuận, đồng thời giải thể các quận Tân Sơn Hòa và Tân Sơn Nhì để tái lập quận Tân Bình. Như vậy, quận Tân Bình được tái lập trên cơ sở sáp nhập quận Tân Sơn Hòa và Tân Sơn Nhì cũ, là quận có diện tích lớn nhất thành phố khi đó.
Ngoài ra, các phường cũ đều giải thể, lập các phường mới có diện tích, dân số nhỏ hơn và mang tên số. Quận Tân Bình có 28 phường, đánh số từ 1 đến 28.
Ngày 2 tháng 7 năm 1976, Quốc hội nước Cộng hòa Xã hội chủ nghĩa Việt Nam khoá VI, kỳ họp thứ 1 chính thức đổi tên thành phố Sài Gòn - Gia Định thành Thành phố Hồ Chí Minh. Quận Tân Bình trở thành quận trực thuộc Thành phố Hồ Chí Minh.
Ngáy 22 tháng 6 năm 1977, giải thể 2 phường: 27 và 28, địa bàn hai phường giải thể nhập vào các phường kế cận với số lượng phường trực thuộc còn 26.
Ngày 27 tháng 8 năm 1988, theo Quyết định số 136-HĐBT của Hội đồng Bộ trưởng về việc giải thể 26 phường hiện hữu để thay thế bằng 20 phường mới và đánh số từ 1 đến 20:
- Sáp nhập 20 tổ dân phố với 4.787 nhân khẩu của phường 5 vào phường 4, sáp nhập khu phố 5 và khu phố 6 (trong khu quân sự Tân Sơn Nhất) với 2.058 nhân khẩu vào phường 2.
- Sáp nhập 30 tổ dân phố với 7.192 nhân khẩu của phường 5 (phần còn lại) và phường 8 thành phường 5.
- Sáp nhập 19 tổ dân phố với 3.447 nhân khẩu của phường 19 vào phường 18.
- Sáp nhập 22 tổ dân phố với 5.918 nhân khẩu của phường 19 vào phường 20.
- Sáp nhập 9 tổ dân phố với 2.632 nhân khẩu của phường 19 (phần còn lại) và phường 21 thành phường 19.
- Giải thể phường 22 để sáp nhập vào phường khác:
  - Sáp nhập 36 tổ dân phố với 7.135 nhân khẩu của phường 22 vào phường 11 thành phường 11.
  - Sáp nhập 1 tổ dân phố với 209 nhân khẩu của phường 22 vào phường 13.
  - Sáp nhập 19 tổ dân phố với 6.813 nhân khẩu của phường 22 (phần còn lại) và phường 23 thành phường 10.
- Giải thể phường 26 để sáp nhập vào phường khác:
  - Sáp nhập 28 tổ dân phố với 7.324 nhân khẩu của phường 26 vào phường 24 thành phường 9.
  - Sáp nhập 10 tổ dân phố với 2.229 nhân khẩu của phường 26 (phần còn lại) và phường 25 thành phường 8.
- Sáp nhập phường 6 và 7 thành phường 6.
- Sáp nhập một phần phường 2 gồm 1,6 hécta diện tích tự nhiên với 71 nhân khẩu vào phường 9 (cũ) và 10 (cũ) thành phường 3.
- Phường 2 sau khi phân vạch lại địa giới hành chính với phường 3 (mới) và phường 4, có 53 tổ dân phố, từ tổ 1 đến tổ 53 với 13.946 nhân khẩu.

Ngày 05 tháng 11 năm 2003, Chính phủ Việt Nam ban hành Nghị định số 130/2003/NĐ-CP  về việc điều chỉnh địa giới hành chính quận Tân Bình để thành lập quận Tân Phú và các phường trực thuộc, điều chỉnh địa giới hành chính một số phường thuộc quận Tân Bình. Nội dung như sau:
- Thành lập quận Tân Phú trên cơ sở toàn bộ diện tích tự nhiên và dân số của các phường 16, 17, 18, 19, 20; 110,23 ha diện tích tự nhiên và 23.590 nhân khẩu của phường 14; 356,73 ha diện tích tự nhiên và 26.414 nhân khẩu của phường 15 thuộc quận Tân Bình. Quận Tân Phú có 1.606,98 ha diện tích tự nhiên và 310.876 nhân khẩu.
- Điều chỉnh địa giới hành chính phường thuộc quận Tân Bình:
  - Điều chỉnh 3,22 ha diện tích tự nhiên và 758 nhân khẩu của phường 13 về phường 11 quản lý.
  - Điều chỉnh 1,49 ha diện tích tự nhiên và 1.425 nhân khẩu của phường 13 về phường 12 quản lý.
  - Điều chỉnh 79,75 ha diện tích tự nhiên và 26.019 nhân khẩu của phường 13 về phường 14 quản lý.
  - Điều chỉnh 9,26 ha diện tích tự nhiên và 3.201 nhân khẩu của phường 14 về phường 13 quản lý.

Như vậy, sau khi chia tách và điều chỉnh hành chính vào cuối năm 2003, quận Tân Bình còn lại 2.238,22 ha diện tích tự nhiên và 417.897 nhân khẩu với 15 đơn vị hành chính trực thuộc, bao gồm 15 phường có số thứ tự từ 1 đến 15.
Ngày 16 tháng 6 năm 2025, Ủy ban Thường vụ Quốc hội ban hành Nghị quyết số 1685/NQ-UBTVQH15 (áp dụng từ ngày 30 tháng 6 năm 2025). Theo đó, giải thể quận Tân Bình và sắp xếp lại các phường mới thuộc quận Tân Bình cũ:
- Sáp nhập phường 10, 11 và 12 thành phường Bảy Hiền.
- Sáp nhập phường 13, 14 và một phần phường 15 thành phường Tân Bình.
- Sáp nhập phường 6, 8 và 9 thành phường Tân Hòa.
- Sáp nhập phường 1. 2 và 3 thành phường Tân Sơn Hòa.
- Sáp nhập phường 4. 5 và 7 thành phường Tân Sơn Nhất.
- Phần còn lại của phường 15 đổi tên thành phường Tân Sơn.

## Đường phố
Gồm các đường đặt tên số, và các tên chữ dưới đây:
| An Tôn Âu Cơ Ấp Bắc Ba Gia Ba Vân Ba Vì Bành Văn Trân Bàu Bàng Bàu Cát Bảy Hiền Bạch Đằng Bắc Hải Bế Văn Đàn Bến Cát Bình Giã Bùi Thế Mỹ Bùi Thị Xuân Ca Văn Thỉnh Cách Mạng Tháng Tám Châu Vĩnh Tế Chấn Hưng Chử Đồng Tử Cộng Hòa Cù Chính Lan Cư Xá Tự Do Cửu Long Dân Trí Duy Tân Dương Vân Nga Đại Nghĩa Đặng Lộ Đặng Minh Trứ Đặng Thế Phong Đặng Văn Sâm Đất Thánh Đinh Điền Đông Hồ Đông Sơn | Đồ Sơn Đồng Đen Đồng Nai Đồng Xoài Giải Phóng Gò Cẩm Đệm Hát Giang Hà Bá Tường Hậu Giang Hiệp Nhất Hồ Đắc Di Hoàng Bật Đạt Hoàng Hoa Thám Hoàng Kế Viêm Hoàng Minh Giám Hoàng Sa Hoàng Văn Thụ Hoàng Việt Hồng Hà Hồng Hạc Hồng Lạc Hưng Hóa Huỳnh Lan Khanh Huỳnh Tịnh Của Huỳnh Văn Nghệ Khuông Việt Khai Trí Lạc Long Quân Lam Sơn Lê Bình Lê Duy Nhuận Lê Lai Lê Minh Xuân Lê Ngân Lê Tấn Quốc Lê Trung Nghĩa Lê Văn Huân Lê Văn Sỹ Long Hưng | Lộc Hưng Lộc Vinh Lưu Nhân Chú Lý Thường Kiệt Mai Lão Bạng Năm Châu Nghĩa Hòa Nghĩa Hưng Nghĩa Phát Ngô Bệ Ngô Thị Thu Minh Nguyễn Bá Tòng Nguyễn Bá Tuyển Nguyễn Bặc Nguyễn Cảnh Dị Nguyễn Chánh Sắt Nguyễn Đình Khơi Nguyễn Đức Thuận Nguyễn Hiến Lê Nguyễn Hồng Đào Nguyễn Minh Hoàng Nguyễn Phúc Chu Nguyễn Quang Bích Nguyễn Sỹ Sách Nguyễn Thái Bình Nguyễn Thanh Tuyền Nguyễn Thế Lộc Nguyễn Thị Nhỏ Nguyễn Trọng Lội Nguyễn Trọng Tuyển Nguyễn Tử Nha Nguyễn Văn Công Nguyễn Văn Mại Nguyễn Văn Trỗi Nguyễn Văn Vĩnh Nguyễn Văn Vỹ Nhất Chi Mai Ni Sư Huỳnh Liên Núi Thành | Phạm Cự Lượng Phạm Phú Thứ Phạm Văn Bạch Phạm Văn Hai Phan Bá Phiến Phan Đình Giót Phan Huy Ích Phan Sào Nam Phan Thúc Duyện Phan Văn Sửu Phổ Quang Phú Hòa Phú Lộc Quách Văn Tuấn Quảng Hiền Sầm Sơn Sơn Cang Sơn Hưng Sông Đáy Sông Đà Sông Nhuệ Sông Thao Sông Thương Tái Thiết Tản Viên Tân Cảnh Tân Châu Tân Hải Tân Khai Tân Kỳ Tân Quý Tân Phước Tân Sơn Tân Sơn Hòa Tân Tạo Tân Tiến Tân Thành Tân Trang Tân Trụ | Tân Xuân Thái Thị Nhạn Thành Mỹ Thăng Long Thân Nhân Trung Thép Mới Thích Minh Nguyệt Thiên Phước Thủ Khoa Huân Tiền Giang Tống Văn Hên Trà Khúc Trần Mai Ninh Trần Tấn Trần Thái Tông Trần Thánh Tông Trần Thị Trọng Trần Triệu Luật Trần Văn Danh Trần Văn Dư Trần Văn Hoàng Trần Văn Quang Trung Lang Trương Công Định Trương Hoàng Thanh Trường Chinh Trường Sa Trường Sơn Tứ Hải Tự Cường Tự Lập Út Tịch Văn Chung Vân Côi Võ Thành Trang Xuân Diệu Xuân Hồng Yên Thế |

### Tên đường trước và sau năm 1975
| Tên đường trước năm 1975       | Tên đường hiện nay (sau năm (1975) |
| ------------------------------ | ---------------------------------- |
| Liên Minh                      | Ba Gia                             |
| Thánh Mẫu & Nhà Thờ            | Bành Văn Trân                      |
| Đồng Tâm                       | Bến Cát                            |
| Phan Chu Trinh                 | Ca Văn Thỉnh                       |
| Phạm Hồng Thái                 | Cách Mạng Tháng Tám                |
| Nguyễn Trường Tộ               | Châu Vĩnh Tế                       |
| Mai Khôi                       | Chử Đồng Tử                        |
| Lê Phát Đạt                    | Đặng Lộ                            |
| Nguyễn Huỳnh Đức               | Đông Sơn                           |
| Vinh Sơn Liêm                  | Hà Bá Tường                        |
| Võ Tánh                        | Hoàng Văn Thụ                      |
| Dân Tiến                       | Hoàng Việt                         |
| Hồ Ngọc Cẩn                    | Lê Ngân                            |
| Trương Minh Ký                 | Lê Văn Sĩ                          |
| Vinh Sơn                       | Long Hưng                          |
| Dân Chủ                        | Lưu Nhân Chú                       |
| Nguyễn Văn Thoại               | Lý Thường Kiệt                     |
| Trương Vĩnh Ký                 | Năm Châu                           |
| Lê Lợi                         | Nguyễn Phúc Chu                    |
| Mai Ngọc Khuê                  | Nguyễn Thanh Tuyền                 |
| Dương Công Trừng               | Nguyễn Thị Nhỏ                     |
| Trần Lục                       | Nguyễn Tử Nha                      |
| Nguyễn Minh Chiếu              | Nguyễn Trọng Tuyển                 |
| Cách Mạng 1 Tháng 11           | Nguyễn Văn Trỗi                    |
| Đỗ Hưng Viễn                   | Nguyễn Văn Vỹ                      |
| Thoại Ngọc Hầu                 | Phạm Văn Hai                       |
| Huỳnh Hữu Bạc                  | Phan Thúc Duyện                    |
| Hàn Mặc Tử                     | Sơn Cang                           |
| Gioan Baotixita Nguyễn Bá Tòng | Trần Mai Ninh                      |
| An Tôn                         | Trần Triệu Luật                    |
| Hồ Tấn Đức                     | Võ Thành Trang                     |

### Hệ thống đường sắt đô thị
■ Tuyến số 2 (Đang xây dựng): (Quận 3, Quận 10) ← Ga Phạm Văn Hai - Ga Bảy Hiền - Ga Nguyễn Hồng Đào → Ga Bà Quẹo - Ga Phạm Văn Bạch - Ga Tân Bình

## Đặc điểm chung

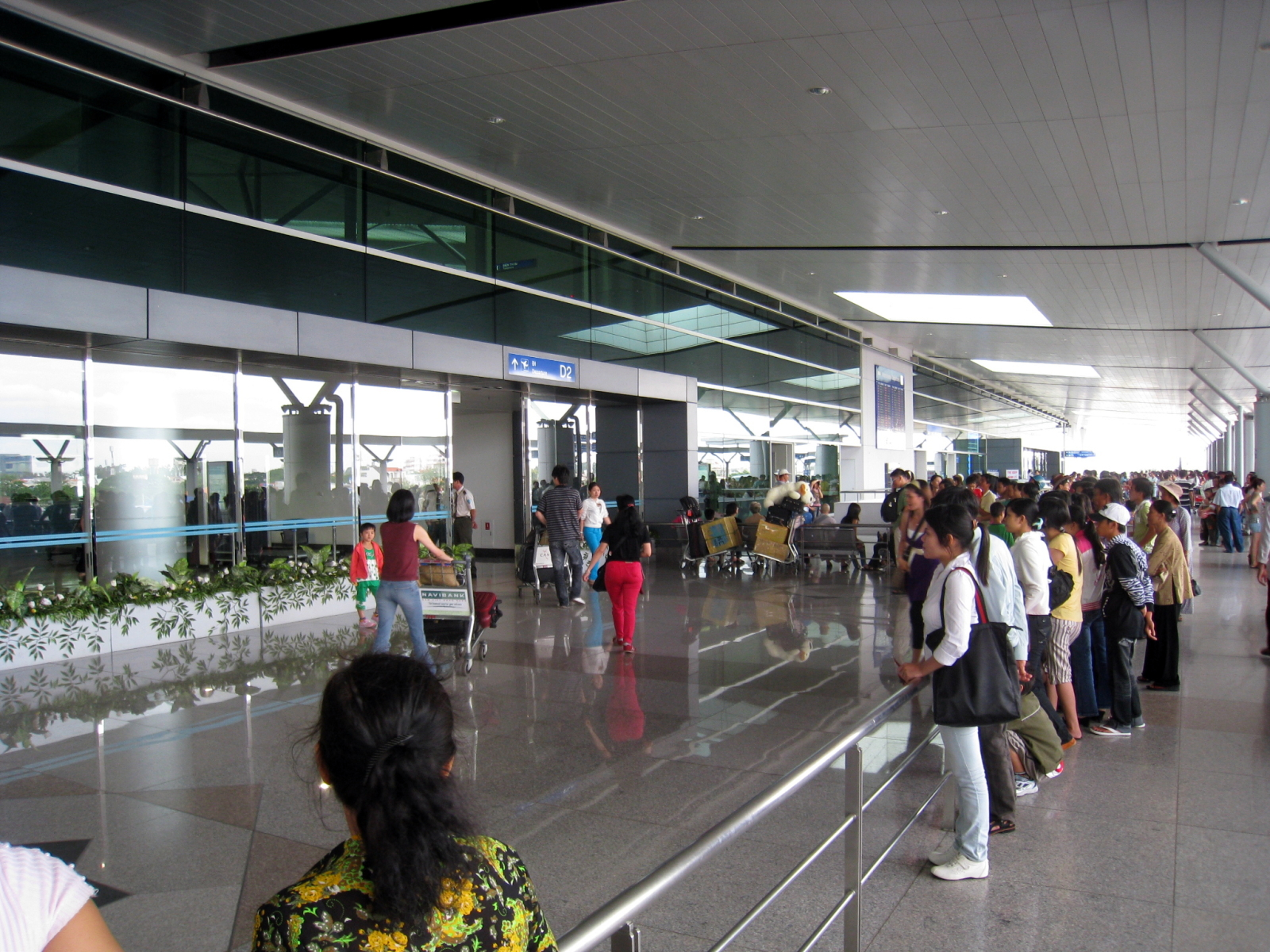
Lầu 3 nhà ga quốc tế sân bay Tân Sơn Nhất

- Quận Tân Bình có diện tích 22,38 km², bao gồm 15 phường (từ 1–15), nằm bên phía tây của sông Sài Gòn, xung quanh giáp liền với các quận 3, quận 10, quận 11, quận 12, quận Tân Phú, quận Gò Vấp và quận Phú Nhuận.
- Phía Bắc của quận là sân bay quốc tế lớn nhất của Việt Nam, sân bay Tân Sơn Nhất. Nó cũng là sân bay có nhiều chuyến bay mỗi năm nhất.[8]
- Tân Bình có các trường tiểu học như Bình Giã, Bành Văn Trân, Nguyễn Viết Xuân, Đống Đa, Trần Văn Ơn, Trần Quốc Toản, Tân Sơn Nhất, Lê Văn Sỹ, Nguyễn Văn Trỗi...;
- Các trường THPT là Nguyễn Thượng Hiền và Nguyễn Chí Thanh, Nguyễn Thái Bình, Lý Tự Trọng,
- Các trường Trung học cơ sở là Nguyễn Gia Thiều, Quang Trung, Ngô Sĩ Liên, Phạm Ngọc Thạch, Hoàng Hoa Thám, Tân Bình, Ngô Quyền, Trường Chinh, Võ Văn Tần...
- Và một số trường dân lập, tư thục như Nguyễn Khuyến, trường Quốc tế Tesla....
- Quận có một chợ mang cùng tên là chợ Tân Bình nằm giữa đường Tân Tiến với Lý Thường Kiệt. Chợ Tân Bình có 9 cửa gồm 4 cửa lớn và 5 cửa nhỏ. Ngoài ra quận Tân Bình còn có nhiều chợ lớn nhỏ khác như chợ Phạm Văn Hai, chợ Hoàng Hoa Thám

## Kinh tế

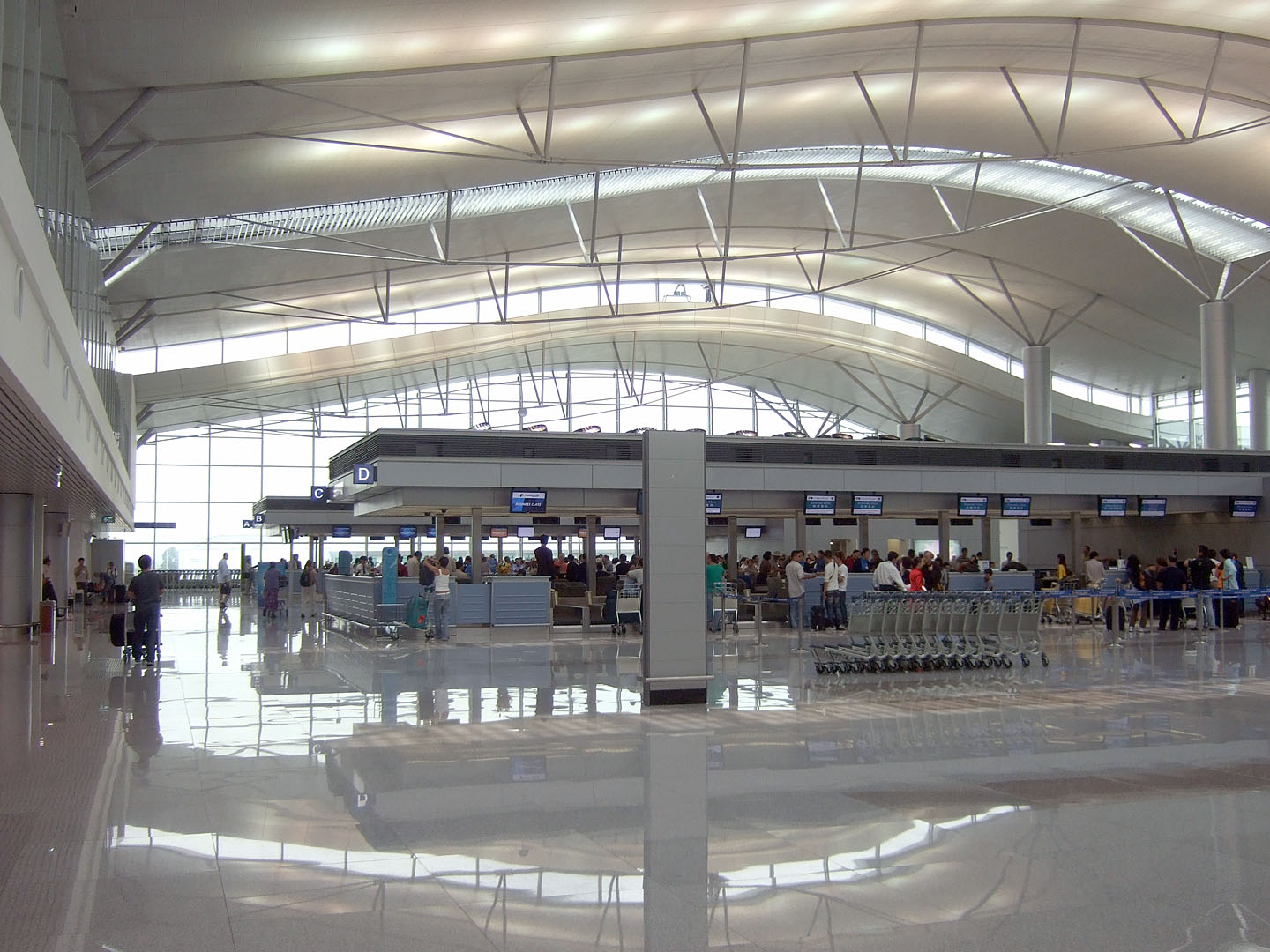
Quầy đăng ký đi máy bay (check-in)

Quận Tân Bình là một trong những quận có nền kinh tế mạnh và tích cực, có nhiều xu hướng phát triển cao và luôn đáp ứng đúng nhu cầu phát triển của các thành phần kinh tế cần thiết. Mỗi năm dịch vụ và giá trị sản xuất công nghiệp của quận đạt mức tăng trưởng 29,68%, vượt chỉ tiêu so với Nghị quyết Đại hội Đảng bộ quận đề xuất từ 20-25%. Tổng số tiền đầu tư của các doanh nghiệp lớn, nhỏ và tư nhân đặt tới 5.587 tỷ đồng. Từ nhiều năm qua, quận Tân Bình đã và đang tạo nhiều điều kiện thuận lợi cho các nhà đầu tư lớn tham gia xây dựng các trung tâm thương mại và khu vui chơi lớn như Parkson Plaza (nay là Trung tâm thương mại Menas Mall), Trung tâm Thương mại - Văn hóa Lạc Hồng... Quận còn quan tâm đến một số hoạt động trang hoàng, chỉnh trang lại quận như nâng cấp các vỉa hè và trồng cây xanh. Quận còn thúc đẩy mạnh các dịch vụ du lịch để thu hút nhiều khách du lịch trong và ngoài nước. Đồng thời quận kiên quyết đấu tranh bài trừ các tệ nạn xã hội.

## Văn hóa
Quận còn có nhiều di tích lịch sử tôn giáo như: công viên Hoàng Văn Thụ, chùa Viên Giác, chùa Phổ Quang, chùa Hải Ấn, chùa Hải Quảng, chùa Phước Thạnh, chùa Giác Lâm, chùa Ân Tông, chùa Bửu Lâm Tịnh Uyển,...
Về dân tộc có dân tộc Kinh chiếm 93,33%; Hoa 6,38%; Khmer 0,11%; các dân tộc khác là Tày 0,05%, Thái 0,01%, Nùng 0,03%, Mường 0,02%, Chăm 0,02% và người nước ngoài...
Về tôn giáo Phật giáo chiếm 19,62%, Công giáo 22,9%, Tin lành 0,37%, Cao đài 0,4%, Hòa Hảo 0,01; Hồi giáo 0,02%, không có đạo chiếm 56,68%. Toàn quận có 140 cơ sở tôn giáo trong đó, Phật giáo 74, Công giáo 60, Tin lành 4, Cao đài 2.

## Giáo dục

### Cơ sở giáo dục đại học
| Tên trường                                                    | Địa chỉ                            | Ghi chú                   |
| ------------------------------------------------------------- | ---------------------------------- | ------------------------- |
| Đại học Greenwich Việt Nam                                    | 20 Cộng Hòa, Phường 12             | Cơ sở tại TP. Hồ Chí Minh |
| Học viện Hàng không Việt Nam                                  | 18A/1 Cộng Hòa, Phường 4           | Cơ sở 2                   |
| Phân hiệu Học viện Kỹ thuật mật mã tại Thành phố Hồ Chí Minh  | 17A Cộng Hòa, Phường 4             |                           |
| Trường Đại học Tài chính – Marketing                          | 306 Nguyễn Trọng Tuyển, Phường 1   |                           |
| Trường Đại học Tài chính – Marketing                          | 343/4 Nguyễn Trọng Tuyển, Phường 1 |                           |
| Trường Đại học Tài nguyên và Môi trường Thành phố Hồ Chí Minh | 236B Lê Văn Sỹ, Phường 1           | Trụ sở chính              |
| Trường Đại học Văn Hiến                                       | 624 Âu Cơ, Phường 10               | Harmony Campus            |

### Trường cao đẳng
| Tên trường                             | Địa chỉ                               |
| -------------------------------------- | ------------------------------------- |
| Trường Cao đẳng Bình Minh Sài Gòn      | 8–12 Nguyễn Bá Tuyển, Phường 12       |
| Trường Cao đẳng Lý Tự Trọng            | 390 Hoàng Văn Thụ, Phường 4           |
| Trường Cao đẳng Y khoa Phạm Ngọc Thạch | 127/3–127/5 Hoàng Hoa Thám, Phường 13 |

### Trường Trung học phổ thông (THPT)
| Tên trường                     | Địa chỉ                           | Ghi chú |
| ------------------------------ | --------------------------------- | ------- |
| Trường THPT Nguyễn Chí Thanh   | 1A Nguyễn Hiến Lê, Phường 13      |         |
| Trường THPT Nguyễn Thái Bình   | 913–915 Lý Thường Kiệt, Phường 9  |         |
| Trường THPT Nguyễn Thượng Hiền | 544 Cách Mạng Tháng Tám, Phường 4 | Cổng 1  |
| Trường THPT Nguyễn Thượng Hiền | 649 Hoàng Văn Thụ, Phường 4       | Cổng 2  |
| Trường THPT Nguyễn Thượng Hiền | 2 Lê Bình, Phường 4               | Cổng 3  |
| Trường THPT Thủ Khoa Huân      | 481/8 Trường Chinh, Phường 14     |         |

### Trường Trung học Cơ sở (THCS)
| STT | Tên trường                   | Thành lập | Địa chỉ | Hiệu trưởng | Ghi chú và Website                         |
| --- | ---------------------------- | --------- | ------- | ----------- | ------------------------------------------ |
| 1   | Trường THCS Hoàng Hoa Thám   |           |         |             | https://thcshoanghoatham.hcm.edu.vn/       |
| 2   | Trường THCS Nguyễn Gia Thiều |           |         |             | https://thcsnguyengiathieu.hcm.edu.vn/     |
| 3   | Trường THCS Trần Văn Đang    |           |         |             | https://thcstranvandang.hcm.edu.vn/        |
| 4   | Trường THCS Phạm Ngọc Thạch  |           |         |             | https://thcsphamngocthach.hcm.edu.vn/      |
| 5   | Trường THCS Tân Bình         |           |         |             | https://thcstanbinh.hcm.edu.vn/            |
| 6   | Trường THCS Trần Văn Quang   |           |         |             | https://thcstranvanquang.hcm.edu.vn/       |
| 7   | Trường THCS Trường Chinh     |           |         |             | https://thcstruongchinh.hcm.edu.vn/        |
| 8   | Trường THCS Âu Lạc           |           |         |             | https://thcsaulac.hcm.edu.vn/              |
| 9   | Trường THCS Ngô Sĩ Liên      |           |         |             | https://thcsngosilien.hcm.edu.vn/          |
| 10  | Trường THCS Lý Thường Kiệt   |           |         |             | https://thcslythuongkiettanbinh.hcm.edu.vn |
| 11  | Trường THCS Võ Văn Tần       |           |         |             | https://thcsvovantan.hcm.edu.vn/           |
| 12  | Trường THCS Ngô Quyền        |           |         |             | https://thcsngoquyentanbinh.hcm.edu.vn/    |
| 13  | Trường THCS Quang Trung      |           |         |             | https://thcsquangtrungtanbinh.hcm.edu.vn/  |
| 14  | Trường THCS Mạc Đĩnh Chi     |           |         |             | https://thcsmacdinhchitb.hcm.edu.vn/       |

## Tổng lãnh sự quán các nước tại Tân Bình
| Quốc gia | Địa chỉ                        |
| -------- | ------------------------------ |
| Mexico   | 86/56/20 Phổ Quang, phường 2   |
| Mông Cổ  | 84 Thích Minh Nguyệt, phường 2 |
| Myanmar  | 50 đường Sầm Sơn, Phường 4     |